# Емилија Кисић
Емилија Кисић, (Београд, 15. април 1984), српски је предавач на Високој школи електротехнике и рачунарства струковних студија у Београду.

## Образовање
Основну школу завршила је 1998, а Гимназију 2002. године у Београду. Основне студије на Електротехничком факултету, Универзитета у Београду, завршила је 2007. године, на одсеку Сигнали и системи. Дипломирала је код проф. др Жељка Ђуровића са темом „Препознавање вокала применом формантне анализе и неуралних мрежа“. Мастер студије на Електротехничком факултету, Универзитета у Београду, завршила је 2009. године, на одсеку Сигнали и Системи. Мастер рад одбранила је код проф. др Жељка Ђуровића са темом „Систем за препознавање говора из ограниченог речника применом неуралних мрежа“. Уписала је докторске студије 2009. године на Електротехничком факултету, Универзитета у Београду, на одсеку Сигнали и Системи, студијски модул Управљање системима и Обрада сигнала.  Докторску дисертацију, из области статистичке обраде сигнала, предиктивног одржавања и детекције отказа, под насловом Примена Т2 контролних дијаграма и скривених Марковљевих модела на предиктивно одржавање техничких система одбранила је 2016. године и стекла звање доктора наука.

## Посао
У Високој школи електротехнике и рачунарства струковних студија у Београду почела је да ради септембра 2009. године као стручни сарадник, док је 2012. примљена у радни однос са пуним радним временом у звању асистента. Од 2016. примљена је у пун радни однос у звању предавача. Ангажована је на студијском програму Аутоматика и системи управљања возилима.
Као асистент у оквиру наставе била је ангажована на рачунским вежбама и лабораторијским вежбама. Учествовала је на унапређењу постојећих вежби увођењем у наставу нових хардверских и софтверских материјала. Држала је аудиторне и лабораторијске вежбе из Аутоматског управљања 1, аудиторне и лабораторијске вежбе из Аутоматског управљања 2, аудиторне и лабораторијске вежбе из Дигиталних система управљања, лабораторијске вежбе из Електротехничких материјала и компоненти, лабораторијске вежбе из Основа информатике и рачунарства. Тренутно је као предавач ангажована на предметима Аутоматско управљање 1 и Аутоматско управљање 2.
Одржала је предавање под називом „Predictive maintenance based on control charts diagrams: case study of coal mills“ у оквиру једнодевне радионице „RObust Decentralised Estimation fOr large-scale systems (RODEO), Work-in-Progress Meeting, Computer Center of the School of Electrical Engineering “, у Београду, 2014.
Стекла је наставне референце у виду коауторства на приручницима за лабораторијске вежбе и публикованих радова из области Статистичке обраде сигнала, Предиктивног одржавања и Детекције отказа.

## Награде
Награду за младог истраживача добила је на 56. конференцији ЕТРАН 2012 за коауторски рад: Кисић Е., Петровић В., Јаковљевић М.: Примена контролних дијаграма у детекцији отказа у електро-енергетским системима, Електронски зборник радова 56. конференције ЕТРАН 2012, Златибор, Србија, 11-14. јун 2012. АУ3.1-1-4; М63.